# 寺前直人
寺前直人（てらまえ なおと、1973年- ）は、日本の考古学者、駒澤大学教授。

## 人物・来歴
奈良県生まれ。大阪大学文学部考古学科卒、2001年同大学院文学研究科博士課程後期修了、「弥生時代における武器の形成と展開」で文学博士。2011年駒澤大学文学部准教授、19年教授。

## 著書
- 『武器と弥生社会』大阪大学出版会　2010
- 『文明に抗した弥生の人びと』吉川弘文館・歴史文化ライブラリー、2017 ISBN 9784642058490

共著
- 『Jr.日本の歴史 1 国のなりたち 旧石器時代から飛鳥時代』小畑弘己,高橋照彦,田中史生共著 小学館 2010

共編
- 『Ｑ＆Ａで読む弥生時代入門』吉川弘文館、設楽博己共編　2024 ISBN 9784642084529

## 論文
- <寺前直人